# اثر دودکش

اثر دودکش در دودکش‌ها: پیمانه‌های فشار نشان‌دهندهٔ فشار مطلق هوا هستند و جریان هوا با پیکان‌های خاکستری روشن مشخص شده است. عقربهٔ پیمانهٔ فشار با افزایش فشار به صورت ساعت‌گرد حرکت می‌کند.

به گرایش به بالارفتن هوا یا گازهای دیگر که به سبب پایین بودن چگالی هوای گرم نسبت به هوای اطراف خود رخ می‌دهد و در درون دودکش‌ها یا گذرگاه‌های عمودی دیگر دیده می‌شود، اثر دودکش می‌گویند.
هوا بر اثر تفاوت در دما و فشار جا به جا می‌شود و هرچه اختلاف دما بیشتر باشد سرعت این جابجایی بیشتر خواهد بود. هوای گرم تمایل دارد رو به بالا حرکت کند و از راه خروجی سامانه‌های تهویه و روزنه‌های دیگر خارج شود و جای خود را به هوای سردی که از سطوح پایین‌تر می‌آید می‌دهد. این موضوع که به آن اثر دودکشی گفته می‌شود در زمستان‌ها شدیدتر از تابستان‌ها است و می‌تواند از آن در جهت تهویهٔ طبیعی هوا کمک گرفت.
اثر دودکش می‌تواند پدید آورند مشکلات زیادی در ساختمان‌ها باشد که از جمله می‌توان به گیرکردن در آسانسورها و درهای دیگر، ایجاد سروصدا بر اثر عبور هوا از داخل شیارها و نشت هوا اشاره کرد. در زمان آتش‌سوزی‌ها این پدیده می‌تواند دود ناشی از آتش را ۱۰ تا ۲۰ طبقه جابجا کند و در ساختمان‌های بلند که دارای سامانهٔ اچ‌وی‌ای‌سی هستند، به ویژه ساختمان‌های اداری که برخلاف ساختمان‌های مسکونی درزگیری بیشتری دارند، راه‌کارهای خاصی را برای مبارزه با آتش می‌طلبد.